# Sömnens kulle

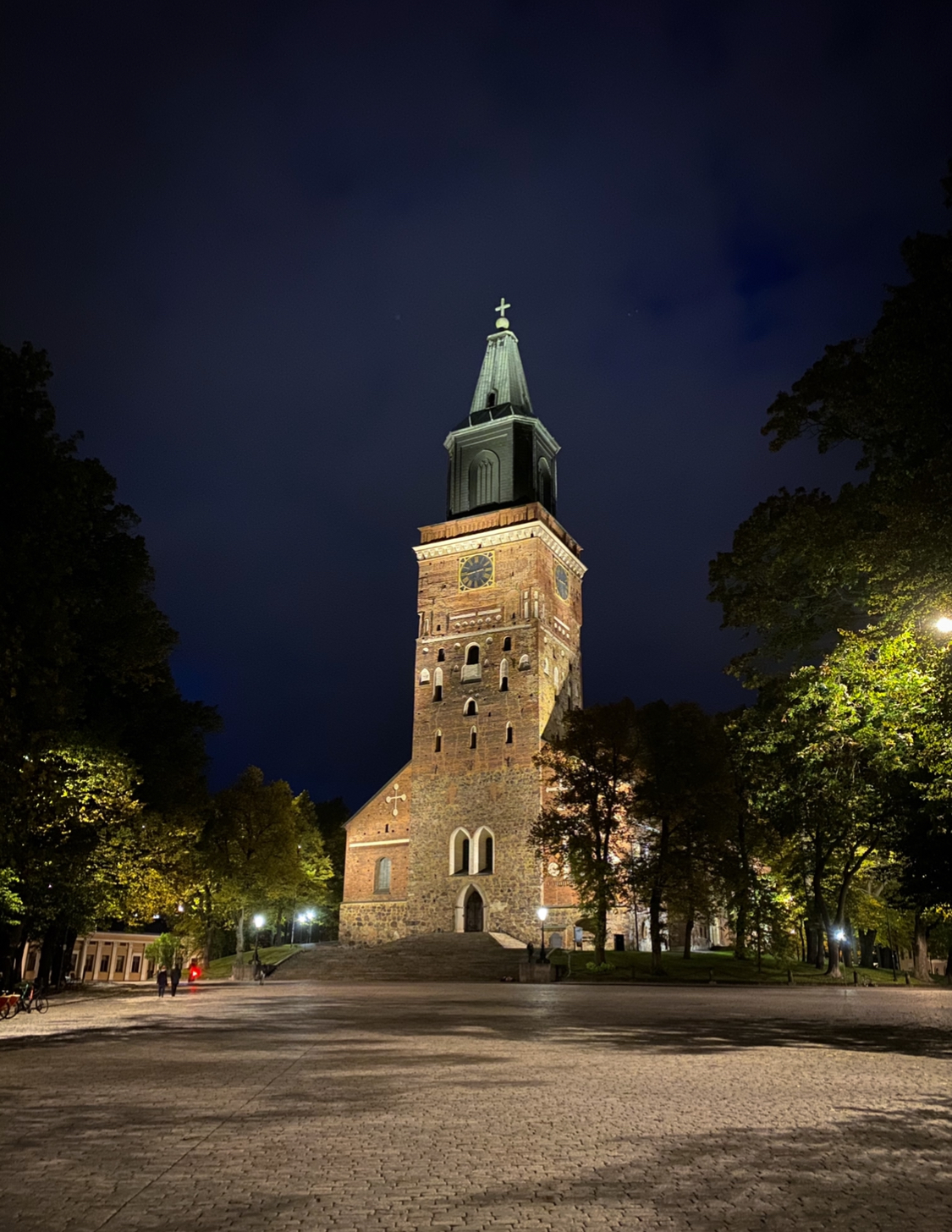
Åbo domkyrka.

Sömnens kulle eller Unikankare (finska: Unikankareen kumpu) är en låg kulle i Åbo i det finländska landskapet Egentliga Finland. Åbo domkyrka, Finlands nationalhelgedom, uppfördes på kullen i slutet av 1200-talet. Kullen har fått sitt namn redan under medeltiden eftersom den har fungerat som en begravningsplats. Cirka 5 000 människor har begravts under domkyrkans golv under seklens lopp. 
Man har även tänk att namnelementet "sömn" kunde hänvisa till någon slags råmärke. I så fall skulle detta vara mycket gammalt. Det finns platser som heter Unikankare bland annat i Alastaro och Somero.